# U.N.O.BAND
U.N.O.BAND（ユー・エヌ・オー・バンド）は、資生堂の男性向け化粧品「uno」のテレビコマーシャルに出演したお笑いタレントによって結成された、期間限定のバンド。
音楽プロデューサーはスネオヘアー。のちにスネオヘアー自身もU.N.O.BANDへ提供した2曲をセルフカバーしている。
CDデビューから10日後、タワーレコード渋谷店のインストアライブイベント（2005年12月2日）にて解散を発表。
スピードワゴンの小沢一敬がこのバンドに入れなかったことを悔しがっていた。

## メンバー
ボーカルはメンバー全員が担当。「-」の後の言葉はCMで使用していたファイバー。
- 竹山隆範（カンニング）ドラム - ソリッドファイバー
- 田中卓志（アンガールズ）ギター - ワイヤリングファイバー
- 山根良顕（アンガールズ）ベース - ウェットファイバー
- 山田一成（いつもここから）ギター - マットファイバー
- 菊地秀規（いつもここから）キーボード - バウンドファイバー

## マキシシングル
- NO.1 (2005年11月23日、エピックレコードジャパン)
　作詞：渡辺健二、箭内道彦 / 作曲：渡辺健二
  1. No.1
  2. 1224
  3. No.1（オリジナルカラオケ）
  4. 1224（オリジナルカラオケ）